# Rafael Uribe Ochoa
Rafael Uribe Ochoa (Bogotá, 16 de diciembre de 1960 - Ib, 15 de septiembre de 2020) fue un actor de cine y televisión colombiano, reconocido principalmente por su participación en las series El cartel de los sapos, El Bronx y El Señor de los Cielos

## Biografía

### Carrera
Uribe cursó estudios de publicidad en la Universidad Jorge Tadeo Lozano pero decidió dedicarse a la actuación, participando en una gran cantidad de producciones para cine y televisión. Además de su trabajo en Colombia para la televisión nacional por más de 25 años y en más de 20 cortometrajes para cine, participó en diversos largometrajes y series a lo largo de su carrera.

### Vida personal y fallecimiento
Paralelo a su trabajo como actor, Uribe fundó un albergue animal y fundación llamado Gran Espíritu. El actor falleció el 15 de septiembre de 2020 luego de pasar más de quince días en una sala de cuidados intensivos. Aunque no se ha confirmado la causa de su deceso, algunos medios afirman que pudo haber sido causada por una bacteria.

## Filmografía

### Televisión
| Año       | Título                     | Personaje                          | Canal              |
| --------- | -------------------------- | ---------------------------------- | ------------------ |
| 2019      | El Bronx                   | Caracha                            | Caracol Televisión |
| 2018      | El señor de los cielos     | Coronel Garañón                    | Telemundo          |
| 2014      | Palabra de ladrón          | Vega                               | Mundo Fox          |
| 2013-2014 | El capo 2                  | Pequeño Juan                       | Canal RCN          |
| 2013      | La prepago                 | El Artista                         | Canal RCN          |
| 2012-2013 | Cumbia Ninja               | Relator                            | Fox Channel        |
| 2012      | El secretario              | Sangreazul                         | Caracol Televisión |
| 2012      | La Mariposa                | Mario                              | Canal RCN          |
| 2011-2012 | Lynch                      | Matón                              | Moviecity          |
| 2011      | Contra las cuerdas         | El Extranjero                      | Canal RCN          |
| 2010-2012 | Kdabra                     | Joaquín Calle                      | Moviecity          |
| 2010      | Tu voz estéreo             | Varios Personajes                  | Caracol Televisión |
| 2009-2010 | Pandillas, Guerra y Paz II | Tetris                             | Canal RCN          |
| 2009      | Mental                     |                                    | Fox Channel        |
| 2008-2009 | Sin senos no hay paraíso   | Orlando                            | Telemundo          |
| 2008      | Sin retorno                |                                    | Canal RCN          |
| 2008      | Tiempo final               | Juan Camilo                        | Fox Channel        |
| 2008      | El Cartel de los Sapos     | Gargajo (Rafael Ángel Uribe Serna) | Caracol Televisión |
| 2004      | Amor de mis amores         | Ismael                             | Canal RCN          |
| 1998-1999 | La sombra del arco iris    | Tony                               | Canal A            |

### Cine
| Año  | Título                       | Personaje       | Nota                    |
| ---- | ---------------------------- | --------------- | ----------------------- |
| 2016 | Moria                        | Castillo        |                         |
| 2015 | La semilla del silencio      |                 | largometraje colombiano |
| 2010 | Des Autorizados              | Bruno de Mata   | largometraje venezolano |
| 2008 | Lo que tiene el otro         | Mario de Benito | largometraje español    |
| 2007 | Cyrano Fernández             | Gaspar          | largometraje venezolano |
| 2006 | Elipsis                      | Eugenio Palermo | largometraje venezolano |
| 2004 | Punto y raya                 | Capitán Uribe   | largometraje venezolano |
| 2003 | Perder es cuestión de método |                 |                         |